# Shinjuku-Nishiguchi (metropolitana di Tokyo)
La Stazione di Shinjuku-Nishiguchi (新宿西口駅?, Shinjuku-Nishiguchi-eki) è una stazione della metropolitana di Tokyo, si trova nel quartiere di Shinjuku. Il nome significa "Shinjuku ingresso ovest". La stazione è servita dalla linea Ōedo della Toei ed è collegata da corridoi sotterranei alla stazione di Shinjuku presso la quale è possibile interscambiare su diverse linee JR, metropolitane e suburbane private.

## Stazioni adiacenti
| «          | Servizio   | »                |
| Linea Ōedo | Linea Ōedo | Linea Ōedo       |
| ---------- | ---------- | ---------------- |
| Tochōmae   | -          | Higashi-Shinjuku |